# 白滝橋
白滝橋（しらたきばし）は、大分県大分市の大野川に架かる橋である。国道10号の一部を構成する。

## 概要
1902年（明治35年）頃に木造橋が完成。国道10号の建設に伴い1952年（昭和27年）に旧橋が開通した。この際は幅7.5mの車道に、幅2mの歩道が付設されていた。
現在の下り線は1980年（昭和55年）に増設され、上り線は1952年（昭和27年）竣工の旧橋を2004年（平成16年）に架け替たものである。上り線の架け替えにあたっては、旧橋と同じ位置に架け替えるのではなく、下流側に新橋を新設する形とした。また、架け替え時には、一時的に1952年（昭和27年）竣工の旧橋と2004年（平成16年）竣工の新橋を交通に使用し、1980年（昭和55年）竣工の既設下り線の床版のRC床版からPC床版への打換が行われた。